# James Woodget
James Henry Woodget (Egyesült Királyság, Norfolk, Burnham Market, 1874. szeptember 28. - Egyesült Királyság, Norfolk, Fakenham, 1960. október 3.) olimpiai bronzérmes brit kötélhúzó.
Az 1908. évi nyári olimpiai játékokon indult kötélhúzásban brit színekben. A Metropolitan Police "K" Division csapatában szerepelt. Rajtuk kívül még kettő brit rendőrségi csapat és két ország indult (amerikaiak és svédek). A verseny egyenes kiesésben zajlott. Először a londoni rendőröktől kaptak ki, majd a bronzmérkőzésen a svédeket verték.